# Adolpho Ducke
Adolfo Danque (Trieste, 19 de outubro de 1876 — Fortaleza, 5 de janeiro de 1959) foi um botânico, entomólogo e etnólogo brasileiro, de origem austríaca.

## Biografia
Austríaco nascido em Trieste, hoje território italiano, Ducke começou a trabalhar na floresta amazônica como entomólogo para o Museu Paraense Emílio Goeldi mas, sob a influência dos botânicos Jacques Huber (1867-1914) e de Paul Le Cointe (1870-?), se orientou para o estudo da flora. Fez diversas viagens ao Amazonas onde estudou a estrutura do sistema florestal. Publicou 180 artigos e monografias, principalmente sobre as leguminosas. 
Ducke descreveu 900 espécies e 50 gêneros de plantas (principalmente árvores) a mais nos catálogos científicos. Em 1918, além de suas intensas atividades para o museu paraense, colaborou em outras instituições como Jardim Botânico do Rio de Janeiro e o Instituto Agronômico do Norte. Durante a primeira metade do século XX, foi uma das mais importantes autoridades sobre a flora amazônica.
Em 1954, preocupado com os destinos da selva amazônica, sugeriu ao Instituto Nacional de Pesquisas da Amazônia (INPA), a criação de reservas naturais. Morreu antes de ver seus esforços coroados. Em 1963, foi criado a Reserva Florestal Adolpho Ducke. Igualmente um jardim botânico em  Manaus leva seu nome.

## Algumas publicações

### Entomológicas
- Ducke, A. 1897. Aufzahlung der bei Triest im Jahr 1896 von mir gesammelten Osmia-Arten und Beschribung einer neuen Art. Ent. Nachr., 23, 38-43
- Ducke, A. 1898. Zur Kentnis der Bienenfauna des österreichischen Kustenlandes. Ent. Nachr., 24, 212-217, 257-262
- Ducke, A. 1899. Neue Arten und Varietaten der Gattung Osmia Panz. Ent. Nachr., 25, 211-215
- Ducke, A. 1900. Die Bienengattung Osmia Panz., als Erganzung zu Schmiedeknecht's 'Apidae europaeae', col. II, in ihren palaerctischen Arten monographisch bearbeitet. Ber. Ver., 25, 1-323
- Ducke, A. 1901. Beitrage zur Kenntnis der geographischen Verbreitung der Chrysididen und Beschreibung von drei neuen Arten. Zeitschr. Syst. Hymenopterol. Dipterol., 1, 353-361
- Ducke, A. 1901. Beobachtungen über Blutenbesuch, Erscheinungszeit etc. der bei Pará vorkommenden Bienen. Zeitschr. Syst. Hymenopterol. Dipterol., 1, 25-32, 49-67
- Ducke, A. 1901. Beobachtunger über Blutenbesuch, Erscheinungszeit etc. der bei Pará vorkommenden Bienen. Zeitschr. Syst. Hymenopterol. Dipterol., 1, 25-67
- Ducke, A. 1901. Zur Kenntnis einiger Sphegiden von Pará (Hym.). Zeitschr. Syst. Hymenopterol. Dipterol., 1, 241-242
- Ducke, A. 1901. Zur Kenntnis einiger Sphegiden von Pará. Zeitschr. Syst. Hymenopterol. Dipterol., 1, 241-242
- Ducke, A. 1902. As espécies paraenses do gênero Euglossa Latr. Bol. Mus. Paraense Emilio Goeldi, 3, 561-577
- Ducke, A. 1902. Beobachtungen über Blutenbesuch, Erscheinungszeit etc. der bei Pará vorkommenden Bienen. Allg. Zeitschr. Entomol., 7, 321-325, 360-368, 400-404, 417-421
- Ducke, A. 1902. Die stachellosen Bienen (Melipona) von Pará. Zool. Jb. Abt. Syst. Geogr. Biol. Tiere, 17, 285-328
- Ducke, A. 1902. Ein neue südamerikanische Cleptes-Art. Zeitschr. Syst. Hymenopterol. Dipterol., 2, 91-93
- Ducke, A. 1902. Ein neues Subgenus von Halictus Latr. Zeitschr. Syst. Hymenopterol. Dipterol., 2, 102-103
- Ducke, A. 1902. Ein wenig bekanntes Chrysididengenus Amisega Cam. Zeitschr. Syst. Hymenopterol. Dipterol., 2, 141-144
- Ducke, A. 1902. Neue Arten des Genus Bothynostethus Kohl. Verhandl. Zool. Bot. Ges., 52, 575-580
- Ducke, A. 1902. Neue Goldwespen von Pará (Hym.). Zeitschr. Syst. Hymenopterol. Dipterol., 2, 204-207
- Ducke, A. 1902. Neue sudamerikanischen Chrysiden. Zeitschr. Syst. Hymenopterol. Dipterol., 3, 97-104
- Ducke, A. 1903. Beitrage zur Synonymie der neotropischen Apiden. Zeitschr. Syst. Hymenopterol. Dipterol., 3, 176-177.
- Ducke, A. 1903. Biologische Notizen über einige südamerikanische Hymenoptera. Allgem. Zeitschr. Ent., 8, 368-372.
- Ducke, A. 1903. Biologische Notizen über südamerikanischen Hymenoptera. Allg. Zeit. Entomol., 8, 368.
- Ducke, A. 1903. Neue Grabwespen vom Gabiete des unteren Amazonas. Verhandl. Zool. Bot. Ges. Wien, 53, 265-270.
- Ducke, A. 1903. Neue Grabwespen vom Gebiete des unteren Amazonas. Verhandlungen der kaiserlich-königlichen Zoologisch-Botanischen Gesellschaft in Wien, 53, 265-270.
- Ducke, A. 1903. Neue südamerikanische Chrysididen. Zeitschr. Syst. Hymenopterol. Dipterol., 3, 129-136, 226-232.
- Ducke, A. 1904. Beitrag zur Kenntnis der Bienengattung Centris F. Zeitschr. Syst. Hymenopterol. Dipterol., 4, 209-214.
- Ducke, A. 1904. Nachtrag zu dem Artikel über die Sphegiden Nordbrasiliens. Zeitschr. Syst. Hymenopterol. Dipterol., 4, 189-190.
- Ducke, A. 1904. Revisione dei Crisididi dello stato Brasiliano del Pará. Boll. Soc. Ent. Ital., 36, 13-48.
- Ducke, A. 1904. Sobre as Vespidas sociaes do Pará. Bol. Mus. Emílio Goeldi, 4, 317-371.
- Ducke, A. 1904. Zur Kenntnis der Diploptera vom Gebiet des unteren Amazonas. Zeitschr. Syst. Hymenopterol. Dipterol., 4(3), 134-143.
- Ducke, A. 1904. Zur Kenntnis der Sphegiden Nordbrasiliens. Zeitschr. Syst. Hymenopterol. Dipterol., 4, 91-98.
- Ducke, A. 1905. Biologische Notizen über einige Südamerikanische Hymenoptera. Zeitschr. wiss. Insektenbiol., 10/11, 175-177, 117-121.
- Ducke, A. 1905. Nouvelles contributions a la connaissance des Vespides sociaux de l'Amerique du Sud. Rev. Ent., 24, 1-24.
- Ducke, A. 1905. Sobre as Vespidas sociaes do Pará (I. Supplemento). Bol. Mus. Emílio Goeldi, 4, 652-698.
- Ducke, A. 1905. Supplemento alla revisione dei Crisididi dello stato Brasiliano del Pará. Boll. Soc. Ent. Ital., 36, 99-109.
- Ducke, A. 1905. Zur Abgrenzung der neotropischen Schmarotzerbienengattungen aus der nachsten Verwandtschaft von Melissa Smith. Zeitschr. Syst. Hymenopterol. Dipterol., 5, 227-229.
- Ducke, A. 1906. Alla revisione dei Chrysididi dello stato Brasiliano del Pará (2º supl.). Boll. Soc. Ent. Ital., 38, 3-19.
- Ducke, A. 1906. Beitrag zur Kenntnis der Solitärbienen Brasiliens. Zeitschr. Syst. Hymenopterol. Dipterol., 6, 394-400.
- Ducke, A. 1906. Biologische Notizen über einige Südamerikanische Hymenoptera. Zeitschr. wiss. Insektenbiol., 2, 17-21.
- Ducke, A. 1906. Contribution à la connaissance de fauna hymènoptérologique du Brésil central-méridional. Rev. Ent., 25, 5-11.
- Ducke, A. 1906. Les espécies de Polistomorpha Westw. Bull. Soc. Ent. Fr., 1906, 163-166.
- Ducke, A. 1906. Neue Beobachtungen über die Bienen der Amazonasländer. Zeitschr. Syst. Hymenopterol. Dipterol., 2, 51-60.
- Ducke, A. 1906. Neue Beobachtungen über die Bienen der Amazonsländer. Allg. Zeit. Ent., 2, 51-60.
- Ducke, A. 1906. Supplemento alla revisione dei Chrysididi dello stato Brasiliano del Pará. (Second suppl.). Boll. Soc. Ent. Ital., 38, 3-19.
- Ducke, A. 1907 -1908. Contribution à la connaissance de la faune hyménoptérologique du nord-est du Brésil. Rev. Ent., 26, 73-96.
- Ducke, A. 1907. Beitrag zur Kenntnis der Solitärbienen Brasiliens. Zeitschr. Syst. Hymenopterol. Dipterol., 7, 80, 321-325, 361-368, 455-461.
- Ducke, A. 1907. Contribution à la connaissance des scoliides de l'Amérique du Sud. Rev. Ent., 26, 5-9.
- Ducke, A. 1907. Contributions à la connaissance des scoliides de l'Amérique du Sud. II. Rev. Ent., 26, 145-148.
- Ducke, A. 1907. Nouveau genre de Sphégides. Ann. Soc. Ent. Fr., 76, 28-30.
- Ducke, A. 1907. Nouveau genre des Sphégides (Hym.). Ann. Soc. Ent. Fr., 76, 28-29.
- Ducke, A. 1907. Novas contribuições para o conhecimento das vespas sociaes (Vespidae sociales) da região neotropical. Bol. Mus. Paraense Emílio Goeldi, 5, 152-199.
- Ducke, A. 1907. Zur Synonomie einiger Hymenoptera Amazoniens. Zeitschr. Syst. Hymenopterol. Dipterol., 7, 137-144.
- Ducke, A. 1907. Zur Synonymie einiger Hymenopteren Amazoniens. Zeitschr. Syst. Hymenopterol. Dipterol., 7, 137-141.
- Ducke, A. 1908. Beiträge zur Hymenopterenkunde Amerikas. Dt. ent. Zeitschr., 1908, 695-700.
- Ducke, A. 1908. Contribution à la connaissance de la faune hyménoptèrologique du nord-est du Brésil. II. Hyménoptères récoltés dans l'Etat de Ceará en 1908. Rev. Ent., 27, 57-87.
- Ducke, A. 1908. Contribution à la connaissance des hyménoptères des deux Amériques. Rev. Ent., 27, 28-55.
- Ducke, A. 1908. Zur Kenntnis der Schmarotzerbienen Brasiliens. Zeitschr. Syst. Hymenopterol. Dipterol., 8, 44-47, 99-104
- Ducke, A. 1909- 1911. Alla revisione dei chrysidi dello stato Brasiliano del Pará (third suppl.). Boll. Soc. Ent. Ital., 41, 89-115
- Ducke, A. 1909. Deux vespides nouveaux du Muséum National Hungrois. Ann. Hist. Nat. Mus. Nat. Hungarici, 7, 626-627.
- Ducke, A. 1909. Odyneropsis Schrottky, genre d'abeilles parasites mimétiques. Bull. Soc. Ent. Fr., 18, 306-309.
- Ducke, A. 1909. Terzo suplemento alla revisione dei crisididi dello stato brasiliano del Pará. Boll. Soc. Ent. Ital., 41, 89-115.
- Ducke, A. 1910. Contribution á la connaissance de la faune hymènoptérologique du nord-est du Brésil. Rev. Ent., 29, 78-122.
- Ducke, A. 1910. Contribution à la connaissance des scoliides de l'Amérique du Sud. III. Rev. Ent., 29, 73-77.
- Ducke, A. 1910. Explorações botânicas e entomológicas no Estado do Ceará. Rev. Trimestral do Instituto do Ceará, 24, 3-61.
- Ducke, A. 1910. Révision des guêpes sociales polygames d'Amérique. Ann. Mus. Nat. Hungarici, 8, 449-544.
- Ducke, A. 1910. Sur quelques euménides (Guepes solitaires) du Brésil. Rev. Ent., 29, 180-192.
- Ducke, A. 1910. Zur Synonymie der neotropischen Apidae (Hym.). Deutsch. Ent. Zeitschr., 1910, 362-369.
- Ducke, A. 1912. Die natürlichen Bienengenera Südamerikas. Zool. Jb. Abt. Syst. Geogr. Biol. Tiere, 34, 51-116.
- Ducke, A. 1913. As Chrysididas do Brazil. Catálogos da Fauna Brazileira, Museu Paulista, 4, 1-31
- Ducke, A. 1913. O gênero Pterombus Smith. Rev. Mus. Paulista, 5, 107-122.
- Ducke, A. 1913. Synonymie einiger Hymenopteren. Deutsch. Ent. Zeitschr., 1913, 330-333.
- Ducke, A. 1914. Über Phylogenie und Klassifikation der sozialen Vespiden. Zool. Jb. Abt. Syst. Geogr. Biol. Tiere, 36, 303-330.
- Ducke, A. 1916. Enumeração dos hymenópteros colligidos pela Comissão e revisão das espécies de abelhas do Brasil. Commissão de Linhas Telegráficas Estratégicas de Matto Grosso ao Amazonas, 35 (anexo 5), 1-175.
- Ducke, A. 1918. Catálogo das vespas sociaes do Brazil. Rev. Mus. Paulista, 10, 314-374.
- Ducke, A. 1925. Die stachellosen Bienen Brasiliens. Zool. Jb. Abt. Syst. Geogr. Biol. Tiere, 49, 335-448.

### Botânicas
- Ducke, A. 1910. Explorações botânicas e entomológicas no Estado do Ceará. Rev. Trimestral do Instituto do Ceará, 24, 3-61